# Вадень (озеро)
Ва́день — заплавне озеро у Новгород-Сіверському районі Чернігівської області, на правому березі Десни (басейн Дніпра), біля сіл Дігтярівка та Кудлаївка. Гідрологічна пам'ятка природи загальнодержавного значення.
Довжина озера 2000 м, ширина до 700 м, площа 0,126 км², глибина до 6 м. Улоговина підковоподібної форми. Береги дещо підвищені, вкриті лучною рослинністю. Живиться переважно за рахунок водообміну з Десною, з якою з'єднане протокою.
Температура води влітку від +18,9 °C на глибині 0,5 м від поверхні, +12,3 °C на глибині 5,5 м. Прозорість води від 0,65 до 1,25 м. Донні відклади переважно піщано-мулисті.
Серед водяної рослинності є реліктові види водяний горіх, плавун щитолистий.

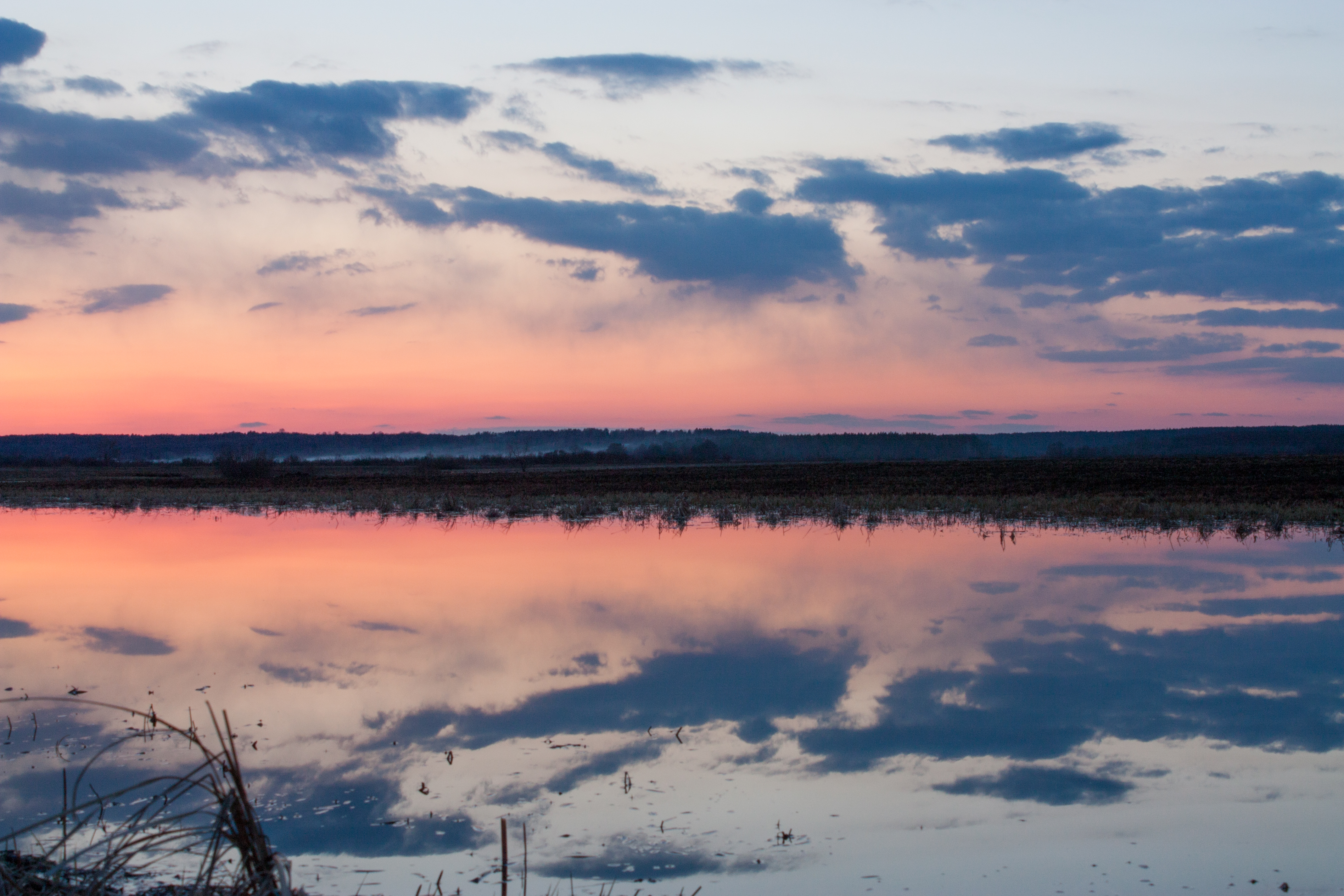
Дзеркало
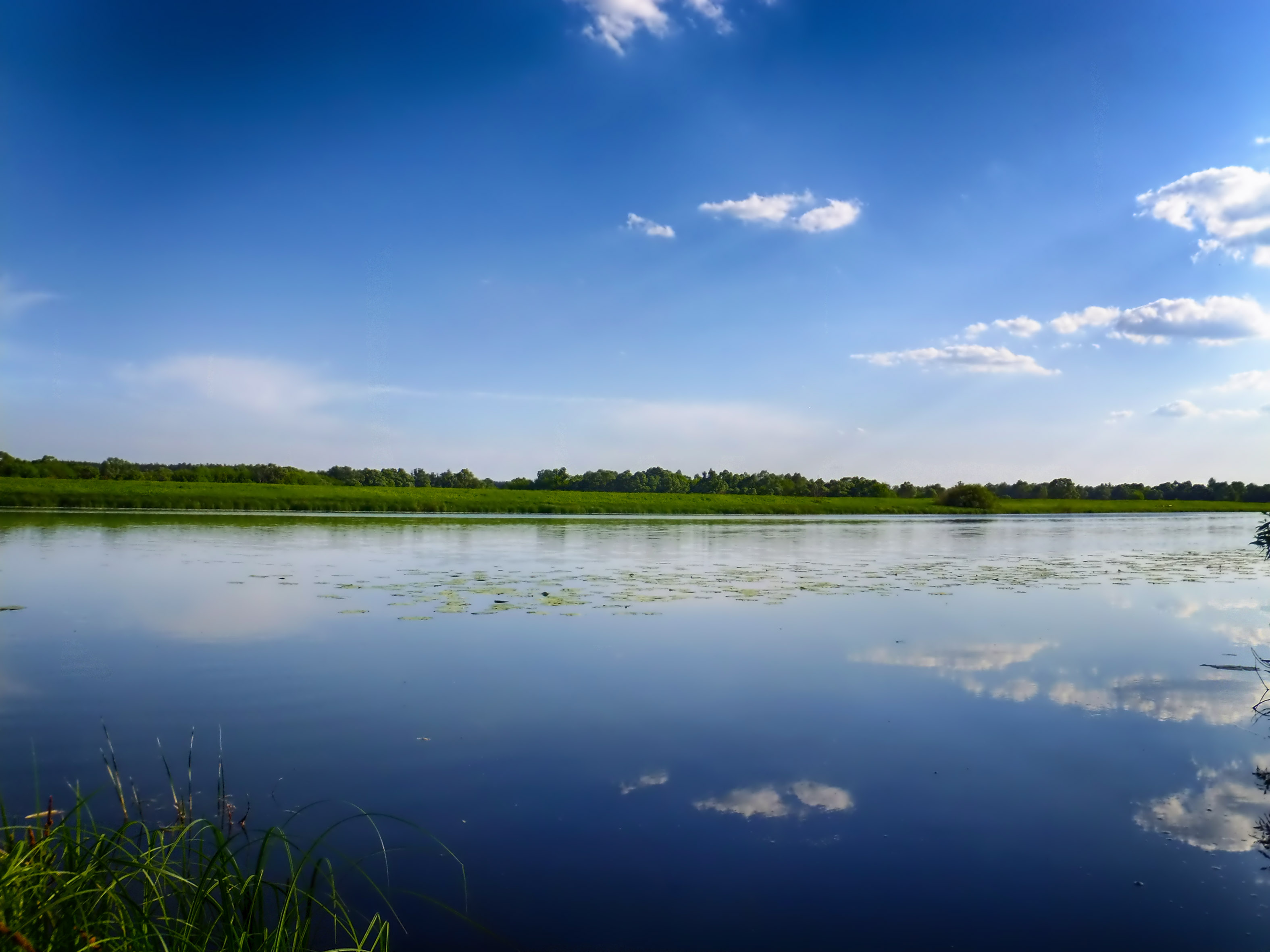
Безмежжя
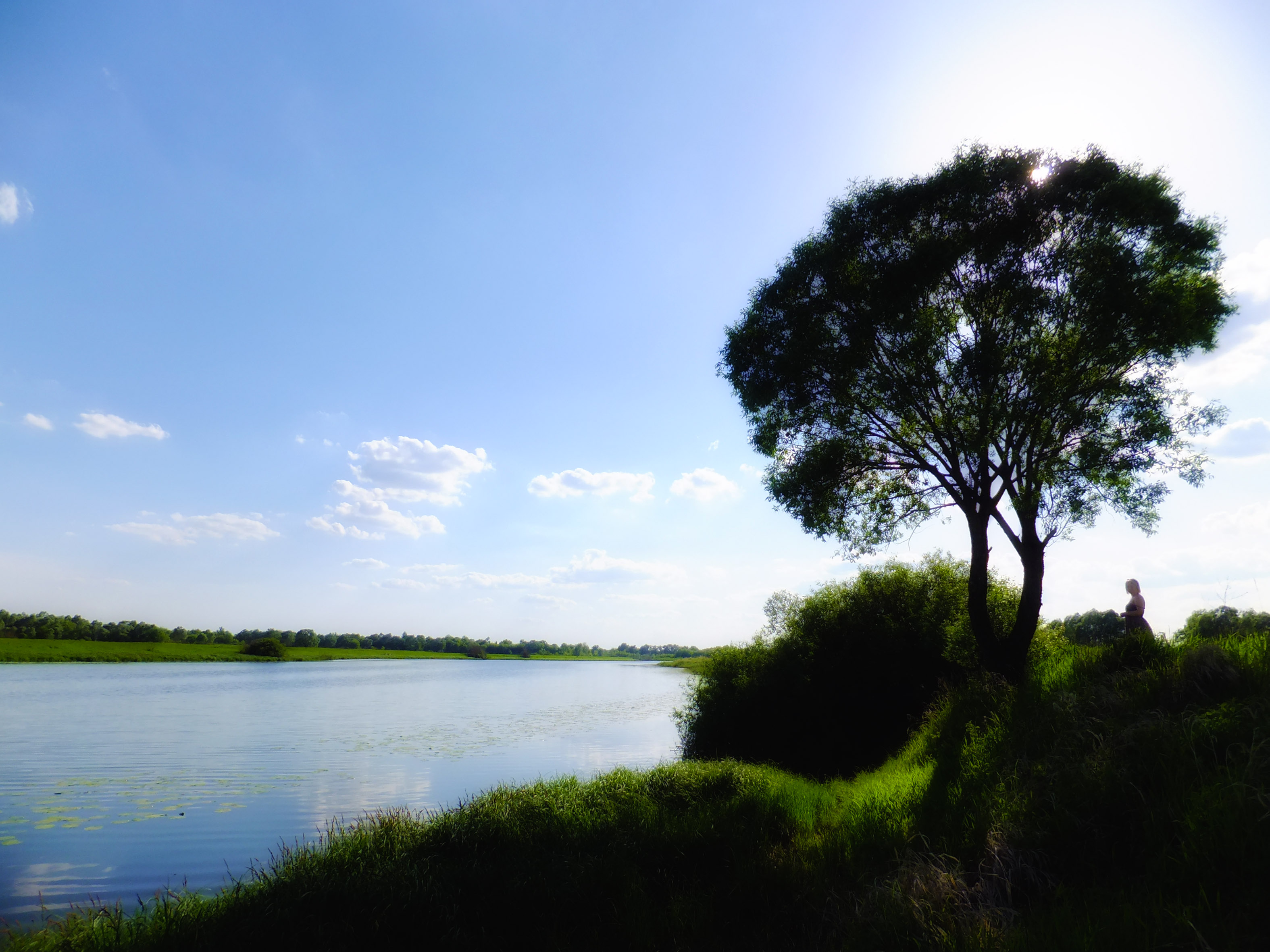
Блакить та сяйво
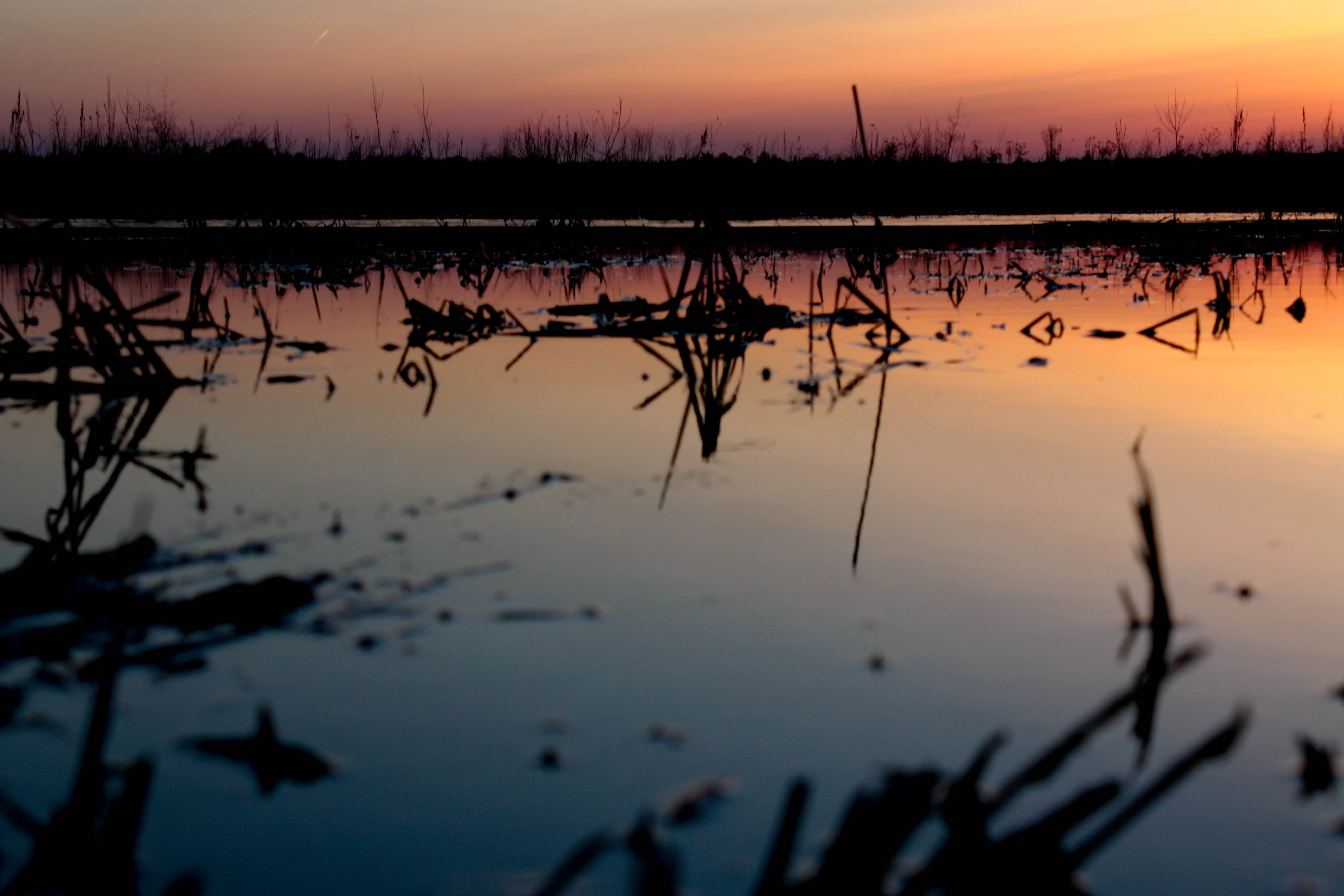
Останні промінчики сонця
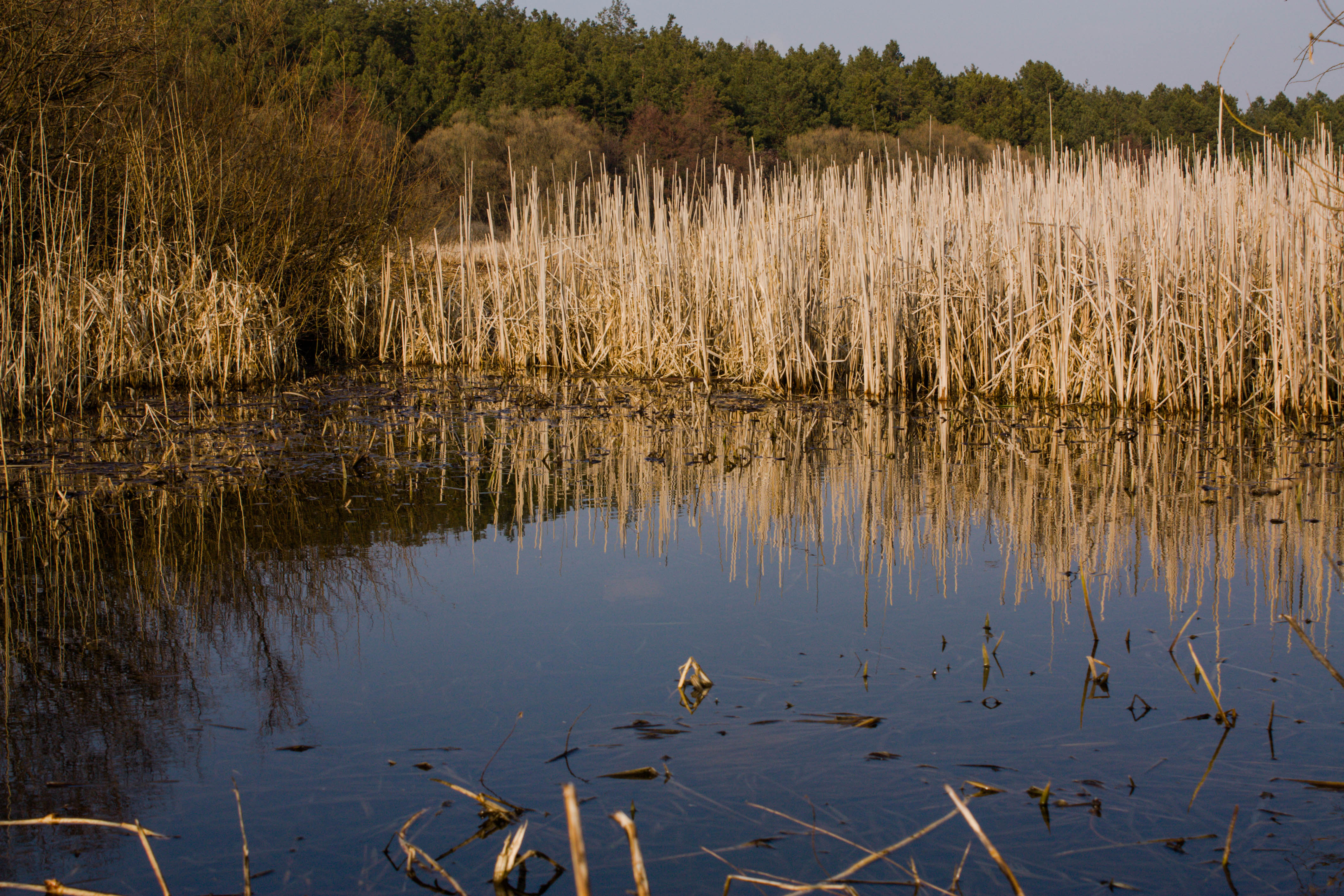
Тихий куточок